# Lalla Bahia bint Antar
Lalla Bahia bint Antar (20. století? – 3. září 2008 Rabat) byla třetí manželkou marockého krále Muhammada V.
Pocházela z bohaté berberské rodiny. Spolu s králem měla dceru princeznu Lallu Aminu.
Zemřela 3. září 2008 a pohřbena je v Mauzoleu Muhammada V. v Rabatu.